# Charippus
Charippus Thorell, 1895 è un genere di ragni appartenente alla famiglia Salticidae.

## Caratteristiche
La specie è stata descritta sulla base di un solo esemplare maschile nel 1895 e fu proprio Thorell a sistemarlo accanto al genere Euophrys per le somiglianze. Quasi cent'anni dopo, nel 1988, l'aracnologo Wanless, riesaminò quest'esemplare, ancora in buone condizioni, effettuando disegni accurati dei cheliceri e dei pedipalpi.

## Distribuzione
L'unico esemplare oggi noto di questo genere è stato rinvenuto nel Myanmar (ex Birmania).

## Tassonomia
A dicembre 2010, si compone di 1 specie:
- Charippus errans Thorell, 1895[3] — Birmania